# Porto de Peruíbe
O Porto de Peruíbe, oficialmente Porto Brasil, é um empreendimento futuro do empresário brasileiro Eike Batista, que teve sua construção suspensa por tempo indeterminado. Com um investimento previsto de três bilhões de dólares, o porto de Peruíbe pretendia ser o maior e mais moderno da América Latina.

## O Projeto
O Porto Brasil foi projetado com capacidade para movimentar 50 milhões de toneladas de vários produtos por ano e tem obras avaliadas entre R$ 4 bilhões e R$ 5 bilhões. Os dados do projeto foram apresentados pelo presidente do Grupo EBX, Eike Batista, e o presidente da LLX, braço de logística da EBX, Ricardo Antunes.
A área de 53 milhões de metros quadrados, adquirida pelo grupo EBX, fica em Peruíbe, junto a divisa com Itanhaém, nas proximidades da Rodovia Padre Manoel da Nóbrega. O projeto consta de uma ilha artificial, de 500 mil metros quadrados, em alto-mar,  o que permitiria um respeitável calado de 18,5m de profundidade, e uma área de 6 milhões de metros quadrados, que serão conectadas por uma larga ponte sobre o mar com quatro pistas, divididas para os dois sentidos de fluxo. Desse modo, a movimentação de navios, feita em alto-mar, minimizaria o impacto sobre a paisagem e o turismo de veraneio. Atrás da região portuária, um condomínio industrial com 13 milhões de metros quadrados.
As expectativas eram operar 20 milhões de toneladas de grãos, 15 milhões de toneladas de minério de ferro, 4 milhões de toneladas de fertilizantes, 10 milhões de metros cúbicos de granéis líquidos - basicamente etanol - e 4 milhões de TEUs (unidade equivalente a um contêiner de 20 pés).

## Obstáculos
Existem indígenas vivendo na área do empreendimento, apesar de não serem nativos, gerando entraves entre a FUNAI, a EBX e os índios. A área é uma das últimas a apresentar restinga contiguamente da Serra do Mar ao Oceano Atlântico, e a obra traria grandes impactos ambientais e sociais para as cidades da região, o que dificulta o processo de obtenção de licenças.

## A Suspensão do Projeto
Em 2008, a LLX anunciou a suspensão do projeto por tempo indeterminado, motivada por dificuldades de financiamento decorrentes da crise mundial. Por ser um projeto que traria muitos empregos, desenvolvimento e alternativa econômica à cidade, tem recebido atenção da Administração Municipal.
O empresário Eike Batista, disse não ter desistido do projeto, e que aguarda novo marco regulatório, com a licitação de portos na costa brasileira.
Em 2014, a sucessora da LLX, a Prumo Logística, controlada pela empresa americana EIG Global Energy Partners, formalizou a decisão de não dar prosseguimento ao projeto do porto, por prever perda total do valor contábil desde junho de 2013.